# Drilliola loprestiana
Drilliola loprestiana is een slakkensoort uit de familie van de Borsoniidae. De wetenschappelijke naam van de soort is voor het eerst geldig gepubliceerd in 1841 door Calcara.